# Nordsee
A Nordsee egy multinacionális gyorsétterem-hálózat, mely a legszélesebb tengerihal-választékot kínálja Európában.

## Története
1896. április 23-án kereskedők és haltulajdonosok egy csoportja megalapítja a „NORDSEE halászati és kereskedelmi céget” Adolf Vinnen kezdeményezésével. A cég flottája 7 halászhajóból állt. A cél friss halat értékesíteni Németországban, a legjobb minőségben. Még ugyanebben az évben megnyitott az első NORDSEE kereskedés Brémában. Jelenleg közel 400 étterem működik Európában.

## Országok, ahol jelen van
- Ausztria
- Bulgária
- Csehország
- Magyarország
- Németország
- Svájc
- Románia
- Szlovákia

## A Nordsee Magyarországon
Az első Nordsee étterem 2008-ban nyitott Budapesten a Westendben. A második üzletüket 2010-ben a Váci utcában nyitották meg. Több éves veszteség után az étteremlánc 2012 decemberében csődvédelmet kért. Úgy tűnt, a Nordsee is kivonul a magyar piacról. Új tulajdonosa lett a hazai hálózatnak Rózsa József személyében. Így a kivonulás helyett inkább újabb éttermet nyitott a Mammut bevásárlóközpontban. Az elmúlt években több éttermet nyitottak a fővárosban, majd Győrben megnyitották 2017. május 30-án az első vidéki éttermet, amit egy debreceni is követett. Az utolsó időkben 6 éttermet üzemeltetett Magyarországon, ebből 4 a fővárosban és 2 vidéken volt található. A cég új éttermeket tervezett a magyar megyeszékhelyeken, végül mégis kivonultak az országból.